# Figulus gracilentus
Figulus gracilentus es una especie de coleóptero de la familia Lucanidae.

## Distribución geográfica
Habita en la isla de Ambon (Indonesia).